# LucasFilm Ltd.
Lucasfilm Ltd., američka filmska produkcijska tvrtka koju je osnovao redatelj i producent George Lucas 1971. godine, sa sjedištem u Marin County, Kalifornija.
Tvrtka je najpoznatija po produciranju filmskog SF serijala Zvjezdani ratovi, ali i drugih box office hitove, uključujući Indiana Jones franšizu i American Graffiti. Osim toga, kompanija je i predvodnik u razvoju novih filmskih tehnologija u kategorijama specijalnih efekata, zvuku, i računalnoj animaciji, zbog čega njene jedinice poput ILM-a, često sudjeluju u produkciji filmova drugih filmskih kompanija.
U srpnju 2005., Lucasfilmov marketing, online, i licencirajuće jedinice premijestile su se u novi Letterman Digital Arts Center koji se nalazi u Presidio u San Franciscu. Dijeli kompleks s Industrial Light and Magicom, i LucasArtsom.
Godine 2012. objavljeno je da je filmski studio Walt Disney kupio LucasFilm za 4 milijarde USD.

## Srodne kompanije

### Jedinice
- Lucas Digital
  - Skywalker Sound - postprodukcija zvučne montaže
  - Industrial Light and Magic - specialni efekti
- Lucas Licensing - licenciranje i trgovina robom
  - Lucas Learning - edukativni material
  - Lucas Books - izdavaštvo knjiga
- LucasArts - video i računalne igre
- Lucasfilm Animation - animacije
- Lucas Online - web stranice

### Bivše jedinice
- THX Ltd. - kino zvučni sistemi (odjelio se 2002.)
- Pixar Animation Studio - tvrta za produkcija računalno animiranih filmova (prodano Steve Jobsu 1986.)

## Filmografija
- Američki grafiti (1973.)
- Star Wars Episode IV: A New Hope (1977.)
- More American Graffiti (1979.)
- Star Wars Episode V: The Empire Strikes Back (1980.)
- Otimači izgubljenog kovčega (1981.)
- Star Wars Episode VI: Return of the Jedi (1983.)
- Twice Upon a Time (1983.)
- Indiana Jones i ukleti hram (1984.)
- Mishima: A Life in Four Chapters (1985.)
- Latino (1986.)
- Labyrinth (1986.)
- Howard the Duck (1986.)
- The Land Before Time (1988.)
- Willow (1988.)
- Tucker: The Man and His Dream (1988.)
- Indiana Jones i posljednji križarski rat (1989.)
- Radioland Murders (1994.)
- Zvjezdani ratovi I: Fantomska prijetnja (1999.)
- Zvjezdani ratovi II: Klonovi napadaju (2002.)
- Zvjezdani ratovi III: Osveta Sitha (2005.)
- Indiana Jones i kraljevstvo kristalne lubanje (2008.)
- Red Tails (2012.)